# マール・トューヴ
マール・アンソニー・トューヴ（Merle Anthony Tuve、1901年6月27日 - 1982年5月20日）は、アメリカ合衆国の地球物理学者。 
近接信管開発のために、1940年8月に設立された科学研究開発局T課の課長を、また、1942年からの第二次世界大戦中はT課の主要研究所であるジョンズ・ホプキンス大学応用物理研究所の設立監督者を務めた 。 
パルス電波利用の先駆者で、その発見によってレーダーの開発、原子力発電への道が開かれることになった。 

## 生いたち・教育
サウスダコタ州カントン生まれ。物理学者アーネスト・ローレンスとは幼馴染であった。彼の祖父母は4人ともノルウェーで生まれ、その後米国に移住している。父アンソニー・G・トューヴはオーガスタナ・カレッジの学長、母アイダ・マリー・ラーセン・トューヴはそこで音楽を教えていた。1918年のインフルエンザ（スペインかぜ）で父親が亡くなった後、一家はミネアポリスに移り住み、ミネソタ大学に入学。1922年に理学士号、1923年に理学修士号を取得した。
プリンストン大学で1年間教官を務めた後、ジョンズ・ホプキンス大学で博士号を取得するために勉強した。1927年に物理学の博士号を取得した。

## 業績
1925年、物理学者グレゴリー・ブライトとともに、電波を使って電離層の高度を測定し、その内部層を探った。彼の行った観測は、レーダー開発の理論的基礎となった。1933年、彼は中性子の存在を確認し、原子核の結合力を測定することができた。
トューヴは高電圧の加速器を使って原子の構造を定義した最初の物理学者の一人である。
トューヴは電子的に作動する近接信管を使えば、対空砲火がはるかに効果的になることを提案し、この装置を開発する科学者チームを率いて、第二次世界大戦における連合国の勝利に決定的な影響を与えた。近接信管の開発は、最初は地磁気学部、後にジョンズ・ホプキンス大学応用物理研究所で主導し、実験地震学、電波天文学、光学天文学にも貢献した。
1942年、トューヴはジョンズ・ホプキンス大学応用物理学研究所の設立監督者となった。1946年から1966年までカーネギー研究所の地上磁気研究部長を務めた。第1回米国ユネスコ国内委員会、米国科学アカデミー成長委員会、国際地球観測年米国委員会の委員を務めた。米国科学アカデミー地球物理学研究委員会の初代委員長、米国科学アカデミーのホームセクレタリーを務めた。

## 私生活
マール・トューヴには2人の兄弟がいた。機械工学の教授であったジョージ・ルイス・トューヴと発明家・化学者であったリチャード・ラーセン・トューヴである。妹のローズモンド・トューヴは作家で、コネチカット・カレッジのルネサンス文学の教授であった。マール・トューヴは1927年にウィニフレッド・グレイ・ホイットマンと結婚した。マールとウィニフレッドの間には、トリグヴェとルーシーという2人の子供ができた。二人とも博士号を取得し、科学の道を歩んだ。

## 受章・栄典
第二次世界大戦中の国家への貢献により、トューヴはハリー・S・トルーマン大統領から大統領功労勲章を授与され、1948年には大英帝国勲章の名誉司令官（Honorary CBE）に任命された。南極大陸のエルスワースランドにあるトューヴ山は、マール・アンソニー・トューヴを記念して名づけられた。アメリカ議会図書館は、彼の論文を400以上のアーカイブボックスに保管している。

## 受賞
- ニューカム・クリーブランド賞（アメリカ科学振興協会、1930年）
- コムストック物理学賞（米国科学アカデミー、1948年）
- ハワード・N・ポッツ・メダル（フランクリン協会（英語版）、1950年）
- バーナード・メダル（コロンビア大学、1955年）
- ウィリアム・ボウイ・メダル（アメリカ地球物理学連合、1963年 ）
- アンデス・コンドル勲章（スペイン語版）（ボリビア国家勲章）
- コスモスクラブ賞（コスモスクラブ（英語版））
- ジョン・スコット賞（フィラデルフィア市都市財団理事会）

## 主著
- Velocity structures in Hydrogen Profiles: A sky atlas of neutral hydrogen emission  (1973)
- The Third Cosmos Club Award: Merle A. Tuve (1966)
- The Forces Which Govern the Atomic Nucleus  (1938)

## 関連文献
- Tuve, George Lewis  The Tuve-Tuff-Tew brothers: Five Norwegian immigrants and their families (Tuve. 1977)
- Evans, Margaret Rosemond Tuve. A Life of The Mind (Peter E. Randall Publisher. 2004)
- Kellermann, Kenneth I.; Bouton, Ellen N.; Brandt, Sierra S. (2020). “A New Era in Radio Astronomy” (英語). Open Skies: The National Radio Astronomy Observatory and Its Impact on US Radio Astronomy. Springer International Publishing. pp. 77–156. doi:10.1007/978-3-030-32345-5_3. ISBN 978-3-030-32345-5